# Peck Morrison
Peck (John A.) Morrison (* 11. September 1919 in Lancaster (Pennsylvania); † 25. Februar 1988) war ein US-amerikanischer Jazzmusiker.
Peck Morrison war ein geschulter Trompeter, Schlagzeuger und Bassist. Er spielte zusammen mit Lucky Thompson in den frühen 1950er Jahren, bevor er mit Horace Silver, Gigi Gryce und Art Farmer Aufnahmen machen konnte. Seine Mitarbeit in der pianolosen Formation von Gerry Mulligan führte ihn auch auf zwei Europatourneen. Er war ein gesuchter Begleiter von Sängerinnen wie Carmen McRae und nahm Schallplatten mit Lou Donaldson, Duke Ellington, Randy Weston und Kai Winding auf. Ferner spielte er mit Tiny Bradshaw, King Pleasure, Zoot Sims, Eddie Jefferson, dem Quintett von J. J.  Johnson/Kai Winding (1954), Duke Ellington (1955 und 1964), Johnny Smith, Mal Waldron, Randy Weston, Babs Gonzales, den Newport Rebels (1960), Shirley Scott, Red Garland, Charles McPherson sowie Sy Oliver und der Harlem Blues and Jazz Band (1986).